# エスパー (2007年の映画)
『エスパー』（Static/Glitch）は、カナダのテレビ映画。

## キャスト
| 役名       | 俳優                       | 日本語吹替 |
| ---------- | -------------------------- | ---------- |
| リー       | キャスリーン・ロバートソン | 林真里花   |
| ジェイソン | スティーヴ・バイヤーズ     | 三上哲     |
|            | モーリー・チェイキン       |            |
| アレック   | マシュー・エディソン       | 吉見一豊   |
| フロイド   | セドリック・スミス         | 小島敏彦   |

- その他の声の吹き替え：金子達／高桑満／五王四郎／風間秀郎／若原美紀／石井隆夫／東正実／篠原千佳